# 10509 Heinrichkayser
10509 Heinrichkayser è un asteroide della fascia principale del diametro di circa 14,4 km. Scoperto nel 1989, presenta un'orbita caratterizzata da un semiasse maggiore pari a 3,0543556 au e da un'eccentricità di 0,1935649, inclinata di 4,90527° rispetto all'eclittica.
L'asteroide è dedicato al fisico tedesco Heinrich Gustav Johannes Kayser, che scoprì la presenza dell'elio nell'atmosfera terrestre e scoprì proprietà degli spettri degli elementi chimici.